# Binnenstaat

Weltkarte mit #008800 Binnenstaaten und #800080 Binnenstaaten, die nur von anderen Binnenstaaten umgeben sind (Liechtenstein und Usbekistan)

Als Binnenstaat wird ein Staat bezeichnet, der keine direkte Verbindung zum offenen Meer hat. Weltweit gibt es 44 Binnenstaaten.

## Besonderheiten einzelner Binnenstaaten
Unter den Binnenstaaten sind zwei Staaten, Liechtenstein und Usbekistan, ausschließlich von weiteren Binnenstaaten umgeben und somit doppelte Binnenstaaten. Drei Binnenstaaten, Lesotho, San Marino und Vatikanstadt, sind jeweils von einem einzigen Nachbarstaat umgeben (Enklave) und sieben Staaten, Andorra, Bhutan, Eswatini, Liechtenstein, Moldau, die Mongolei und Nepal, liegen jeweils zwischen genau zwei Nachbarstaaten.
Der flächenmäßig größte Binnenstaat ist Kasachstan. Zudem sind Kasachstan und – je nach Definition der innereurasischen Grenze – auch Aserbaidschan die einzigen Binnenstaaten, die auf zwei Kontinenten liegen. Es gibt keinen Binnenstaat auf einer Insel. Der bevölkerungsreichste Binnenstaat ist Äthiopien. Die Mongolei ist flächenmäßig der zweitgrößte Binnenstaat der Welt und gehört zu den am dünnsten besiedelten Staaten.

## Zugang zum Welthandel
Die geographische Lage von Binnenstaaten erschwert deren Teilnahme am Welthandel, da dieser auf große Entfernung hauptsächlich zur See abgewickelt wird. So müssen Binnenstaaten laut einem Bericht der Vereinten Nationen durchschnittlich 15 % ihrer Exporterlöse für Transport aufwenden. Besondere Bedeutung hat dies in infrastrukturell schwachen Gebieten der Dritten Welt.
31 der international anerkannten Binnenstaaten gelten als Entwicklungsländer, 17 von ihnen werden zu den am wenigsten entwickelten Ländern gezählt (siehe: Entwicklungsländer ohne Meereszugang).
Acht der zwölf laut Index der menschlichen Entwicklung am wenigsten entwickelten Länder weltweit sind Binnenstaaten.
Auch Binnenwasserstraßen dienen oft als Zugang zum Meer. So wird über 10 % des Güterimports (Erdöl, Bergbauerzeugnisse, Nahrungsmittel, Schwergüter) in die Schweiz von Rotterdam über den Rhein nach Basel abgewickelt. Für Österreich gilt dasselbe über den Rhein-Main-Donau-Kanal bis nach Linz, Krems oder Wien und zuvor schon donauaufwärts vom Schwarzen Meer her. Die Donau ist auch für die Binnenstaaten Slowakei, Ungarn und Serbien der zentrale Transportweg. Für die Anrainerstaaten des Kaspischen Meeres, darunter Kasachstan, Turkmenistan und Aserbaidschan, bietet der Wolga-Don-Kanal einen Zugang zu den Weltmeeren.

### Politische Auswirkungen
Durch politische Ereignisse hat sich die Landkarte immer wieder verändert und mit ihr der Zugang zum Meer:
- Durch die Unabhängigkeit Eritreas wurde Äthiopien zum Binnenstaat. Diese Tatsache war einer der Gründe für den Widerstand Äthiopiens gegen die Unabhängigkeit Eritreas, der im Eritreischen Unabhängigkeitskrieg mündete.
- Der sogenannte Polnische Korridor, der nach dem Ersten Weltkrieg zwischen Ostpreußen und dem Deutschen Reich entstand, war für das neubegründete Polen auf Grund des Zugangs zur Ostsee von größter Wichtigkeit. Der Hafen in Gdynia (vor dem Ersten Weltkrieg ein eher unbedeutender Ort) entstand, weil Polen sich nicht auf die Freie Stadt Danzig beim Güterexport verlassen konnte und wollte.
- Für Konflikte sorgte aus dem Grund des Meereszuganges auch die slowenisch-kroatische Meeresgrenze in der Bucht von Piran.
- Durch Montenegros Entscheidung, aus der Staatenunion Serbien und Montenegro auszutreten, wurde Serbien zum Binnenstaat.
- Im Salpeterkrieg von 1879 musste Bolivien seine Küste zum Pazifischen Ozean an Chile abtreten, sodass Bolivien zum Binnenstaat wurde. Bis heute erhebt Bolivien Forderungen auf den verlorenen Küstenstreifen. Sogar der Internationale Gerichtshof wurde in diesem Fall schon angerufen. Durch einen Vertrag wird es heutzutage möglich, dass 70 % der bolivianischen Exporte über chilenische Häfen abgewickelt werden. Eine wichtige Rolle spielt dabei der Hafen von Arica, der seit 1913 mit dem bolivianischen Regierungssitz La Paz durch die Bahnstrecke Arica - La Paz verbunden ist.[2]
- Österreich hatte – bis auf kurzzeitige Unterbrechungen – von 1382 bis 1918 durch den Hafen von Triest im heutigen Italien direkten Zugang zum Mittelmeer.[3] 1956 schlossen Italien und Österreich ein Abkommen, das den diskriminierungsfreien Zugang zum Hafen Triest und dessen Nutzung als Freihafen für österreichische Schiffe, Züge und Güter regelte.[4]
- Der Südsudan wurde durch seine Unabhängigkeit vom Sudan zum Binnenstaat, während der Sudan im Norden über einen direkten Zugang zum Roten Meer verfügt.[5][6]
- Einige zentralasiatische Staaten, wie Kasachstan, waren als Teil der Sowjetunion Küstenstaaten, wurden allerdings durch den Zerfall der Sowjetunion zu Binnenstaaten.

### Rolle der UN
Im Internationalen Seerecht der Vereinten Nationen wurde auch Binnenstaaten ein Zugang zum Meer rechtlich zugesagt. Dabei dürfen auf den Transport von Waren zum Meer durch andere Staaten keine Steuern erhoben werden. Auf Grund des Entwicklungsrückstandes vieler Binnenstaaten hat die UN ein Programm zur Unterstützung dieser Staaten ins Leben gerufen.
Bereits am 20. April 1921 wurde im Abkommen von Barcelona multilateral vereinbart, dass Binnenstaaten zivile Handelsschiffe unter ihrer eigenen Flagge registrieren dürfen. Zusätzlich wurde mit dem Abkommen über die Freiheit der Binnenwasserstrassen beschlossen, dass die nach dem Ersten Weltkrieg zu Binnenstaaten gewordenen Länder Österreich, Tschechoslowakei und Ungarn z. B. via Rhein und Donau Zugang zu Nordsee und Schwarzen Meer und damit die Möglichkeit zum Aufbau eigener Handelsflotten erhalten. Diesen Vereinbarungen folgend traten nach dem Zweiten Weltkrieg auch viele Binnenstaaten der Sonderorganisation der Vereinten Nationen für Schifffahrtsfragen, der IMO, bei.

## Liste der Binnenstaaten
| Europa | Asien | Afrika | Südamerika                                          |
| --- | --- | --- | --------------------------------------------------- |
| Europäischer Cluster (8 (9)) - Kosovo - Liechtenstein**/*** - Nordmazedonien - Österreich - Schweiz - Serbien - Slowakei - Tschechien - Ungarn einzelne Binnenstaaten - Andorra** - Belarus - Luxemburg - Moldau** - San Marino* - ( Transnistrien**) - Vatikanstadt* | Zentralasiatischer Cluster (6) - Afghanistan - Kasachstan - Kirgisistan - Tadschikistan - Turkmenistan - Usbekistan*** Kaukasischer Cluster (2) - Armenien - Aserbaidschan einzelne Binnenstaaten - Bhutan** - Laos - Mongolei** - Nepal** - ( Südossetien**) | Zentralafrikanischer Cluster (10) - Äthiopien - Burkina Faso - Burundi - Mali - Niger - Ruanda - Südsudan - Tschad - Uganda - Zentralafrikanische Republik Südafrikanischer Cluster (4) - Botswana - Malawi - Sambia - Simbabwe einzelne Binnenstaaten - Eswatini** - Lesotho* | Südamerikanischer Cluster (2) - Bolivien - Paraguay |

Legende:
* Innerhalb eines einzigen anderen Staates
** Zwischen zwei anderen Staaten
*** Nur von Binnenstaaten umgeben
( ): De-facto-Regime ohne bzw. mit umstrittener völkerrechtlicher Eigenständigkeit
In Nordamerika und Australien gibt es keine Binnenstaaten.

## Abgrenzung zu korrelierenden Begriffen

### Allgemein
Das Gegenteil eines Binnenstaates ist ein Küstenstaat. Ein Inselstaat ist ein Staat, der aus einer oder mehreren Inseln oder Teilen von Inseln besteht. Als „Binnenland“ wird die Landfläche im Inneren eines Kontinents bezeichnet, zumeist ohne Bezug zu staatlichen Grenzen.

### Küsten- und Binnenländer unter den deutschen Bundesländern
In Deutschland werden die Bundesländer Schleswig-Holstein, Mecklenburg-Vorpommern, Niedersachsen, Bremen und Hamburg (Neuwerk, sowie die Inseln Nigehörn und Scharhörn als Teil des Bezirks Hamburg-Mitte) als Länder mit Küstenanteil an Nord- und/oder Ostsee als „Küstenländer“ bezeichnet, es ist jedoch nicht üblich, alle anderen Bundesländer als „Binnenländer“ zu bezeichnen.

### Binnenkantone der Schweiz
Die Schweiz als Ganzes ist ein Binnenstaat. Ihre Kantone werden dann als „Binnenkantone“  bezeichnet, wenn sie nicht ans Ausland grenzen. Es gibt elf Binnenkantone: Appenzell Ausserrhoden, Appenzell Innerrhoden,  Bern, Freiburg, Glarus, Luzern, Nidwalden, Obwalden, Schwyz, Uri und Zug. Nid- und Obwalden sind ausschließlich von Binnenkantonen umgeben.